# I Would Set Myself on Fire for You
I Would Set Myself on Fire for You var ett amerikanskt screamoband från Atlanta, Georgia, bildat 2001. Deras självbetitlade debutalbum släpptes 2003 och deras andra album, Believes in Patterns, 2006. Året därpå splittrades gruppen.
Gruppen använde sig av instrument som ofta inte förekommer inom genren, såsom synth (vilken användes väldigt experimentellt) och fiol. Sången var även den speciell, då flera sångare sjöng samtidigt, olika texter, vilket bidrog till mer kaotisk musik. De sjöng även ibland utan mikrofoner under liveföreställningar. 

## Bandmedlemmar[4]
- Tyler Dale Walters – sång, gitarr, synthesizer
- Lindsey Leigh Harbour – fiol, altfiol, cello, sång
- Stephen Matthew Newhouse – gitarr, sång
- Justin Karl Lane – basgitarr, sång
- Paul Myron Hobson – trummor, synthesizer

## Diskografi
Studioalbum
- 2003 – I Would Set Myself on Fire for You
- 2006 – ...Believes in Patterns